# Orde de Rio Branco
L 'Ordre de Rio Branco (en portuguès brasiler, Ordem de Rio Branco) és una orde i condecoració atorgada pel Govern del Brasil. El seu nom és degut a José Maria da Silva Paranhos Júnior, Baró de Rio Branco.
Posseeix els següents graus: Gran Creu, Gran Oficial, Comanador, Oficial i Cavaller, a més d'una Medalla annexa a l'Orde.
Es concedeix en una cerimònia a Brasília, habitualment coincidint amb la commemoració del Dia del Diplomàtic al Brasil, el 20 d'abril (data de naixement del Baró del Rio Branco). L'esdeveniment té lloc al Palau Itamaraty, seu del Ministeri de Relacions d'Exteriors.

## Història
L'Orde de Rio Branco va ser instituïda pel President de la República, João Goulart, pel Decret n° 51.697, del 5 de febrer de 1963. Posteriorment, els Decrets n° 66.434, del 10 d'abril de 1970, i n° 73.876, del 29 de març de 1974, van alterar-ne la normativa.
Està destinada a guardonar els mereixedors del reconeixement del Govern Brasiler, estimulant la pràctica d'accions i fets dignes d'aquest honor, així com per distingir serveis meritoris i virtuts cíviques. Pot ser conferida a persones físiques o jurídiques, tant nacionals com estrangeres.
En cas de premiar-se a corporacions civils o institucions civils, se'ls concedeix una insígnia, imposta en les seves banderes o estendards - sense atribució de grau.

## Insígnia
| Distincions | Distincions  | Distincions |
| ----------- | ------------ | ----------- |
| Medalla     | Cavaller     | Oficial     |
| Comanador   | Gran Oficial | Gran Creu   |

| «                       | La insígnia de l'Ordre és una creu de quatre braços i vuit puntes esmaltades de blanc, tenint en el centre l'esfera armil·lar, en plata daurada, inscrita, en un cercle d'esmalt blau, la llegenda Ubique Patriae Memor, del mateix metall. En el reverso daurat, les dates 1845-1912. | » |
| — Art. 2n del Reglament | |   |

L'expressió en llatí Ubique Patriae Memor va ser extreta de l'ex-libris del Baró del Rio Branco i es tradueix com "En qualsevol lloc, tindré sempre la Pàtria en el meu record". Els anys que apareixen en el revers de la insígnia són els de naixement i defunció de Paranhos Júnior.
La Gran Creu consta de la insígnia penjant d'una faixa de color blau fosc orlada de blanc, passada per sobre del cap, de dreta a esquerra, i d'una placa en plata daurada amb la mateixa insígnia, la qual ha de ser utilitzada al costat esquerre del pit. El grau de Gran Oficial consta de la insígnia penjada d'una cinta col·locada al voltant del coll i de la placa en plata. La Comanda consta de la insígnia pendent d'una cinta col·locada al voltant del coll. L'Oficial i el Cavaller, de la insígnia pendent d'una cinta col·locada al costat esquerre del pit, sent la primera daurada amb una roseta en la cinta, i la segona en plata.

## Agraciats
Entre les personalitats agraciades amb la Gran Creu de l'Orde de Rio Branco, s'hi troben: Ban Ki-moon, Maria Barroso, Abdelouahed Belkeziz, Carles Felip de Suècia, Frederic de Dinamarca, Magdalena de Suècia, João Goulart, Alfredo Pareja Diezcanseco, Sadao Watanabe o Mako d'Akishino.
- Exteriors del Palau Itamaraty (2019).
- Premiats amb la Gran Creu (2010).